# Gare de Ryōgoku
La gare de Ryōgoku (両国駅, Ryōgoku-eki) est une gare ferroviaire de la ville de Tokyo au Japon. Elle est située dans le quartier de Ryōgoku dans l'arrondissement de Sumida. 
La gare est desservie par les lignes de la JR East et du réseau Toei.

## Situation ferroviaire
La gare de Ryōgoku est située au point kilométrique (PK) 24,3 de la ligne Chūō-Sōbu et au PK 11,7 de la ligne Ōedo.

## Histoire
La gare a été inaugurée en 1904 sous le nom de gare de Ryōgokubashi. Elle porte son nom actuel depuis 1931.

## Services aux voyageurs

### Accès et accueil
La gare dispose d'un bâtiment voyageurs, avec guichet, ouvert tous les jours.

### Desserte

#### JR East
- Ligne Chūō-Sōbu
  - voie 1 : direction Shinjuku, Nakano et Mitaka
  - voie 2 : direction Funabashi et Chiba

#### Toei
- Ligne Ōedo :
  - voie 1 : direction Tochōmae
  - voie 2 : direction Roppongi